# 红颜宰辅
《红颜宰辅》是天涯虚拟社区主版“仗剑天涯”版主李靖岩在2011年出版的一本长篇历史小说，该小说以唐代著名女性上官婉儿的传奇一生为题材，着重描述了她在当时政治舞台上的精彩表现。作者亦结合了当代职场小说的风格，使得本书不是单一的写历史故事。

## 参看
- 《红颜宰辅》图书信息  （页面存档备份，存于）